# Axel Grape

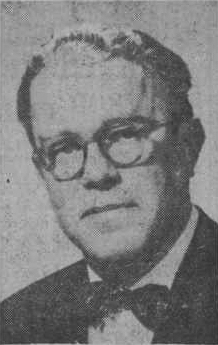
Axel Grape

Axel Lennart Grape, född 28 juni 1909 i Stora Tuna, död 18 februari 1970 i Enskede, var en svensk arkitekt.
Grape studerade vid Kungliga Tekniska Högskolan i Stockholm och var efter studierna anställd vid HSB 1936-1944. Han var sakkunnig vid Statens byggnadslånebyrå 1944-1948 och blev Byråchef vid Bostadsstyrelsen 1948. Han anställdes som arkitekt 1964 vid byggnadsfirman Ohlsson & Skarne. Bland hans arbeten märks LO-skolan på Runö och bostadshus för HSB på Reimersholme (1942-1946), samt HSB:s huvudkontor (1940) vilka han ritade tillsammans med Sven Wallander.